# Antonio Scarpacci
Antonio Scarpacci est un personnage de fiction apparaissant dans sept des saisons de la série télévisée Wings. Antonio est un italien qui a immigré aux États-Unis et qui conduit des taxis vers l'aéroport de Nantucket, Massachusetts. Il est de caractère affable, respectueux et désespérément romantique. Le personnage est interprété par Tony Shalhoub.